# Kowalkowice
Kowalkowice – przysiółek wsi Dobruchna w Polsce, położony w województwie świętokrzyskim, w powiecie ostrowieckim, w gminie Waśniów,
W latach 1975–1998 przysiółek administracyjnie należał do województwa kieleckiego.